# قومية مدنية
القومية المدنية (بالإنجليزية: Civic nationalism)‏ كما تُعرف أيضًا باسم القوميّة الليبرالية، هي نوع من أنواع القوميّة يُعرِّفه فلاسفة السياسة الذين يعتقدون في شكل شموليّ من القوميّة يرتبط بالقيم الليبرالية التقليديّة للحرية والتسامح والمساواة والحقوق الفرديّة. يدافع القوميّون المدنيّون عن قيمة الهويّة القوميّة بقولهم أن الأفراد يحتاجون لهويّة قوميّة من أجل أن يعيشوا حياة ذات معنى تتسم بالذاتيّة، وأن الكيانات السياسيّة تحتاج لهويّة قوميّة من أجل أن تعمل بكفاءة. تُقابل القوميّة المدنيّة غالبًا بالقوميّة الإثنيّة.
يُعتبر إرنست رينان من القوميّين المدنيّين الأوائل.

## الموجز
القوميّة المدنيّة هي هويّة سياسيّة تدور حول المواطنة المشتركة في الدولة. وبالتالي فإن «الأمة المدنيّة» لا يمكن تعريفها باللغة ولا بالثقافة، ولكنها تُعرَّف بالمؤسسات السياسيّة والمبادئ الليبراليّة، والتي يعمل المواطنون للحفاظ عليها.
نظريًّا، لا تهدف الدولة المدنيّة إلى الترويج لثقافة معينة على حساب أخرى. يجادل الفيلسوف الألمانيّ يورغن هابرماس أن المهاجرين إلى الديمقراطيات الليبراليّة لا يحتاجون إلى الخضوع لثقافة المُضيف، ولكن يجب عليهم أن يقبلوا مبادئ دستور الدولة فقط.

## التاريخ
تقع القوميّة المدنيّة ضمن تراث القوميّة والليبراليّة، ولكنها تتقابل مع القوميّة الإثنيّة كنوعين من القوميّة. تُعتبر عضويّة الأمة المدنيّة إراديّة، حيث يُعرِّف إرنست رينان القوميّة في «ما هي الأمة؟» بأنها «استفتاء يوميّ» يتَّسم بـ«الرغبة في الحياة سويًا». أثَّرت مُثُل القوميّة المدنيّة في تطوُّر التمثيل الديمقراطيّ في دول مثل الولايات المتحدة وفرنسا (انظر إعلان الاستقلال الأمريكي 1776، وإعلان حقوق الإنسان والمواطن 1789).
الحركة الكورسيكيّة القوميّة المنظمة حول جبهة التحرير القوميّة لكورسيكا تعطي تعريفًا مدنيًّا للأمة الكورسيكيّة (المصير المشترك) استمرارًا لأفكار باسكوالي باولي والمنوِّرين.
يدَّعي كل من الحزب القوميّ الإسكتلنديّ وحزب «بليد كيمرو»، المدافعين عن استقلال بلادهما عن المملكة المتحدة، يدَّعيان أنها حزبان قوميّان مدنيّان، وفي تلك الأحزاب يدافعون عن استقلال بلادهم والسيادة الشعبيّة، للناس الذين يعيشون في مجتمعات بلادهم، وليس المجموعات الإثنيّة الفرديّة.
يدافع اليسار الجمهوريّ في كتالونيا عن الاستقلال الكتالونيّ المدنيّ ويدافع عن نشأة الجمهوريّة الكتالونيّة بناءً على مبادئ الجمهورياتيّة والقيم المدنيّة الموجودة في المجتمع المتنوِّع.
وخارج أوروبا، استُخدم هذا المصطلح لوصف عصر الحرب الأهلية للحزب الجمهوريّ في الولايات المتحدة.